# Chaerophyllum basicola
Chaerophyllum basicola är en flockblommig växtart som först beskrevs av Peter B. Heenan och Brian Peter John Molloy, och fick sitt nu gällande namn av K.F. Chung. Chaerophyllum basicola ingår i släktet rotkörvlar, och familjen flockblommiga växter. Inga underarter finns listade i Catalogue of Life.